# Chłapowo (województwo pomorskie)

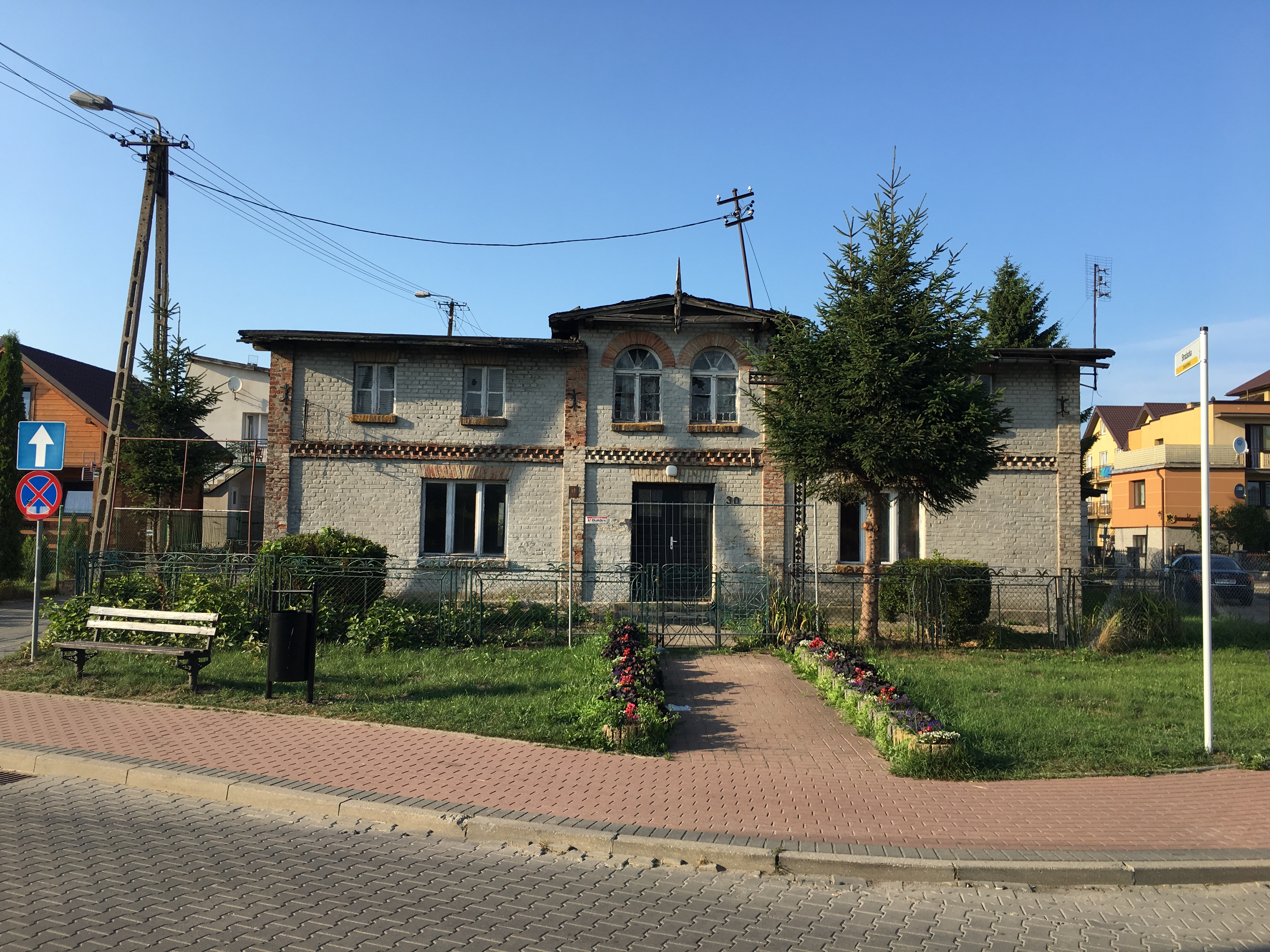
Charakterystyczna, dawna zabudowa wsi.

Chłapowo (dodatkowa nazwa w kaszub. Chlapòwò, niem. Chlapau) – wieś w Polsce, w województwie pomorskim, w powiecie puckim, w gminie Władysławowo nad Morzem Bałtyckim, na obszarze Nadmorskiego Parku Krajobrazowego. Miejscowość z przystanią morską dla rybaków (pas plaży).
W latach 1973–2014 część miasta Władysławowo.
Wieś królewska w starostwie puckim w powiecie puckim województwa pomorskiego w II połowie XVI wieku.

## Samorząd lokalny
Samorząd gminy Władysławowo utworzył jednostkę pomocniczą – sołectwo „Chłapowo”. Organem uchwałodawczym sołectwa jest zebranie wiejskie. Organem wykonawczym jest sołtys. Dodatkowo sołtysa w jego pracy wspomaga rada sołecka, który łącznie z nim liczy od 4 do 7 członków. Sołtys i rada sołecka są wybierani przez zebranie wiejskie wyborcze. Według danych urzędu miejskiego powierzchnia sołectwa wynosi 581,4 ha.

## Historia
Pierwsza wzmianka o Chłapowie pochodzi z roku 1359, nazwę wsi zapisano wtedy po niemiecku jako Klappow. Nazwa Chłapowo ukonstytuowała się ostatecznie w połowie XVII w. W latach 1877–1949 odkryto i przebadano na terenie Chłapowa 124 groby skrzynkowe kultury wschodniopomorskiej pochodzące z epoki żelaza (650–400 p.n.e.). Archeolodzy odnaleźli dobrze zachowane ozdoby z bursztynu, popielnice, szklane paciorki, naczynia gliniane, biżuterię. Prowadzone w XX w. kolejne badania archeologiczne prowadzone w okolicy wsi doprowadziły do odkrycia w jej pobliżu śladów osadnictwa z okresu neolitu (4200–1700 p.n.e.) oraz epoki brązu (2000–1000 p.n.e.).
Dynamiczny rozwój Chłapowa rozpoczął się pod koniec XVIII w. W tym okresie powstały m.in. zachowane do dziś charakterystyczne wiejskie chałupy kryte strzechą oraz zabytkowa kapliczka murowana. W połowie XIX wieku czynna była tu mała kopalnia węgla brunatnego. Bliskość Morza Bałtyckiego oraz piękne krajobrazy Wąwozu Chłapowskiego sprawiły, iż w okresie międzywojennym Chłapowo stało się dość znanym ośrodkiem letniskowym. Letnicy (głównie z Warszawy) wynajmowali pokoje u zamieszkujących wieś gburów (bogatych chłopów). W późniejszym okresie, w wyniku konkurencji z innymi kurortami (Władysławowo, Jastrzębia Góra, Karwia, miejscowości Mierzei Helskiej) Chłapowo utraciło swoje znaczenie, zachowując klimat wioski rybackiej. W okolicy miejscowości znajdują się udokumentowane złoża soli kamiennej i potasowo-magnezowej.
W Chłapowie urodził się, żył i tworzył kaszubski pisarz Augustyn Necel, twórca takich dzieł, jak: Krwawy sztorm, Kutry o czerwonych żaglach, Saga o szwedzkiej chëczy czy Maszopi.

## Turystyka
W Chłapowie przy al. Żeromskiego zostały zorganizowane dwa letnie kąpieliska nadmorskie.
Wzdłuż północnej granicy Chłapowa rozciąga się piaszczysta plaża z klifem. Główne kąpielisko usytuowane jest przy plaży pokrytej piaskiem.
Atrakcją Chłapowa jest Wąwóz Chłapowski zwany przez Kaszubów Rudnikiem. Powstał on w wyniku erozyjnej działalności wód spływających z Wysoczyzny do Bałtyku. Brzeg wysokiego i stromego klifu nieustannie podmywany jest przez fale morskie.
Nadmorską część Chłapowa obejmuje Nadmorski Park Krajobrazowy. Teren ten pozostając poza ingerencją człowieka stanowi w pełni naturalne środowisko. Do występujących tu gatunków należy m.in. żarnowiec miotlasty (Cytisus scopartius). Znajduje się tam także Klif Chłapowski.

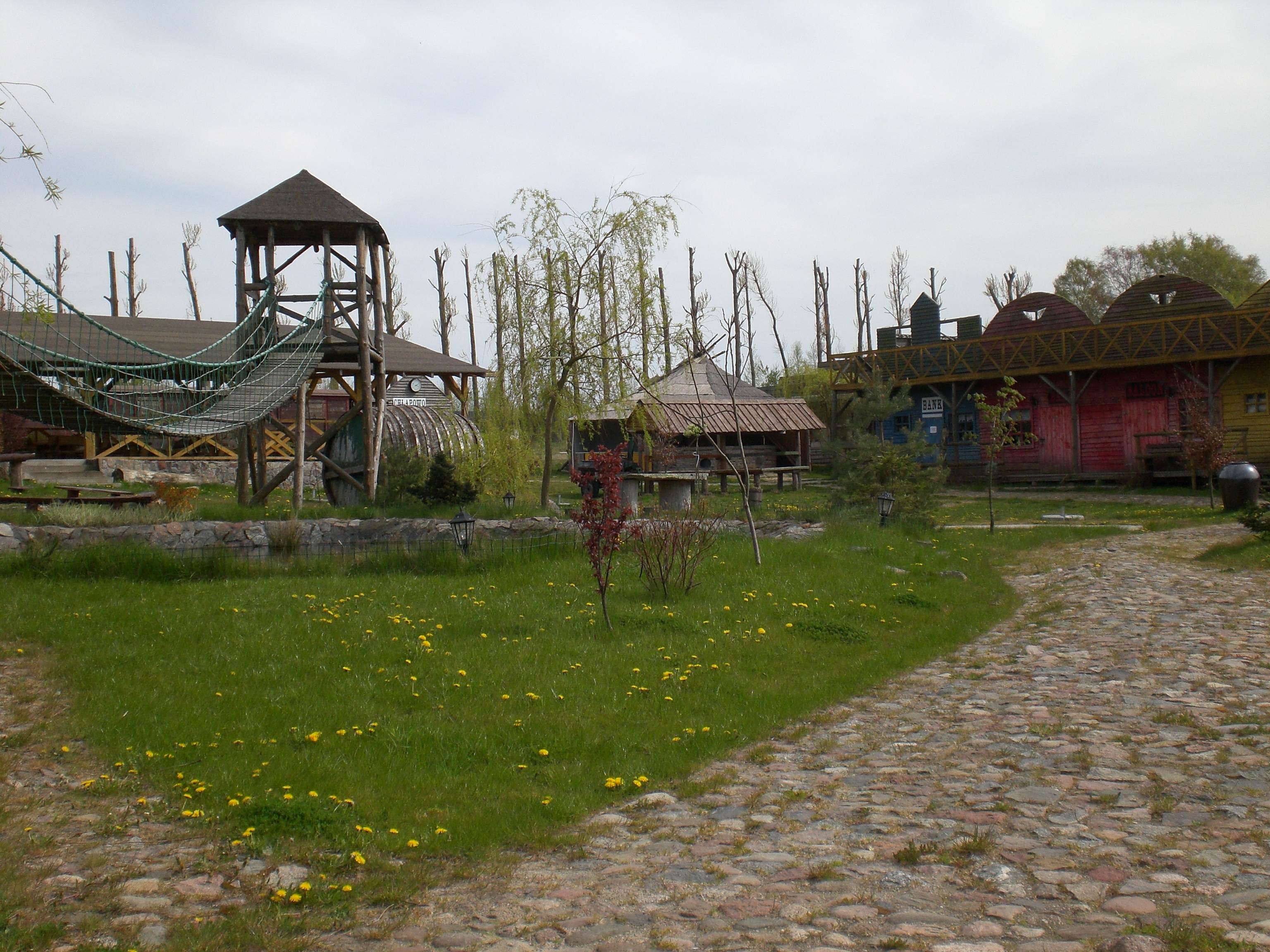
Miasteczko country w Chłapowie
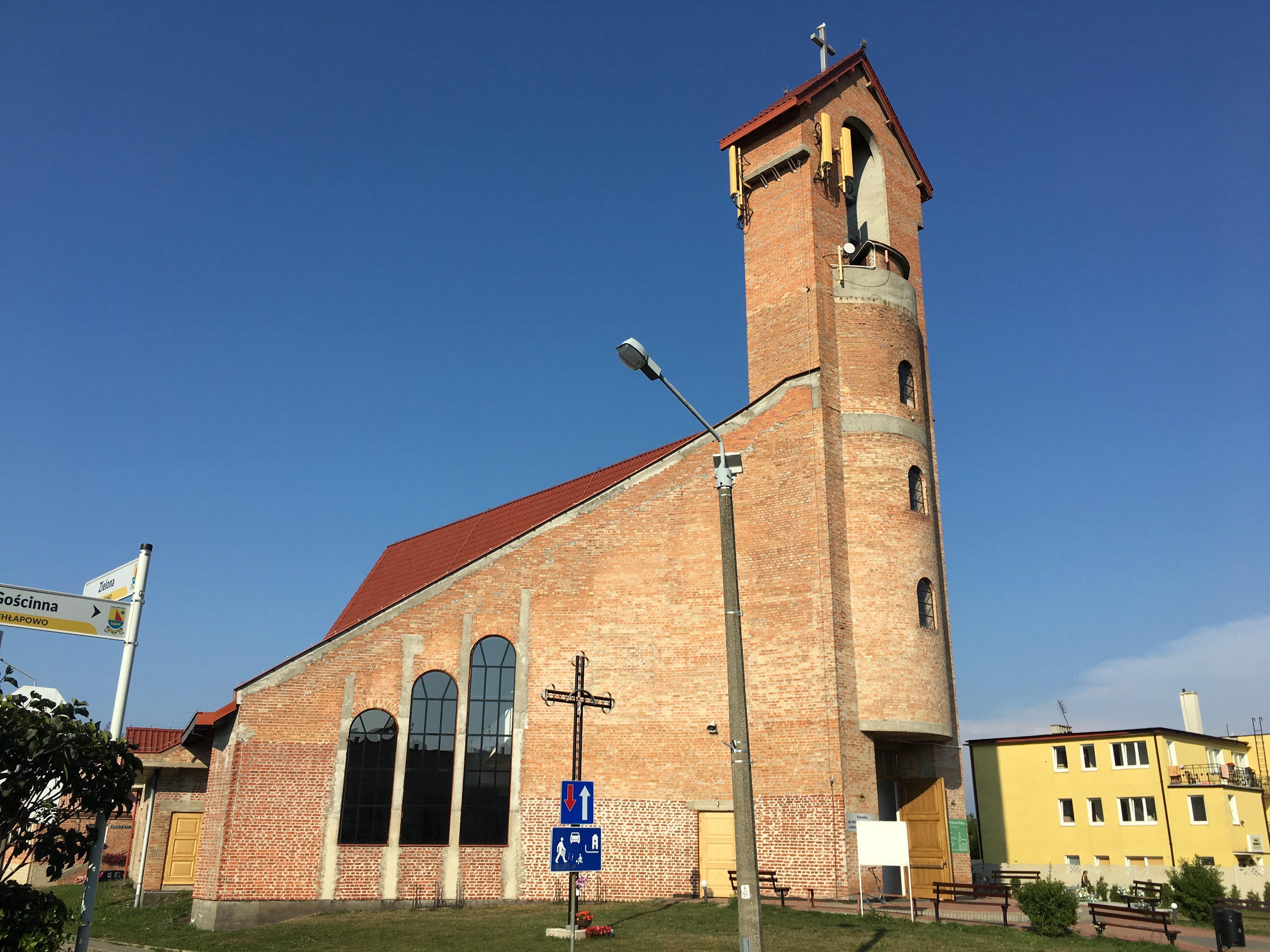
Kościół pw. Miłosierdzia Bożego w Chłapowie
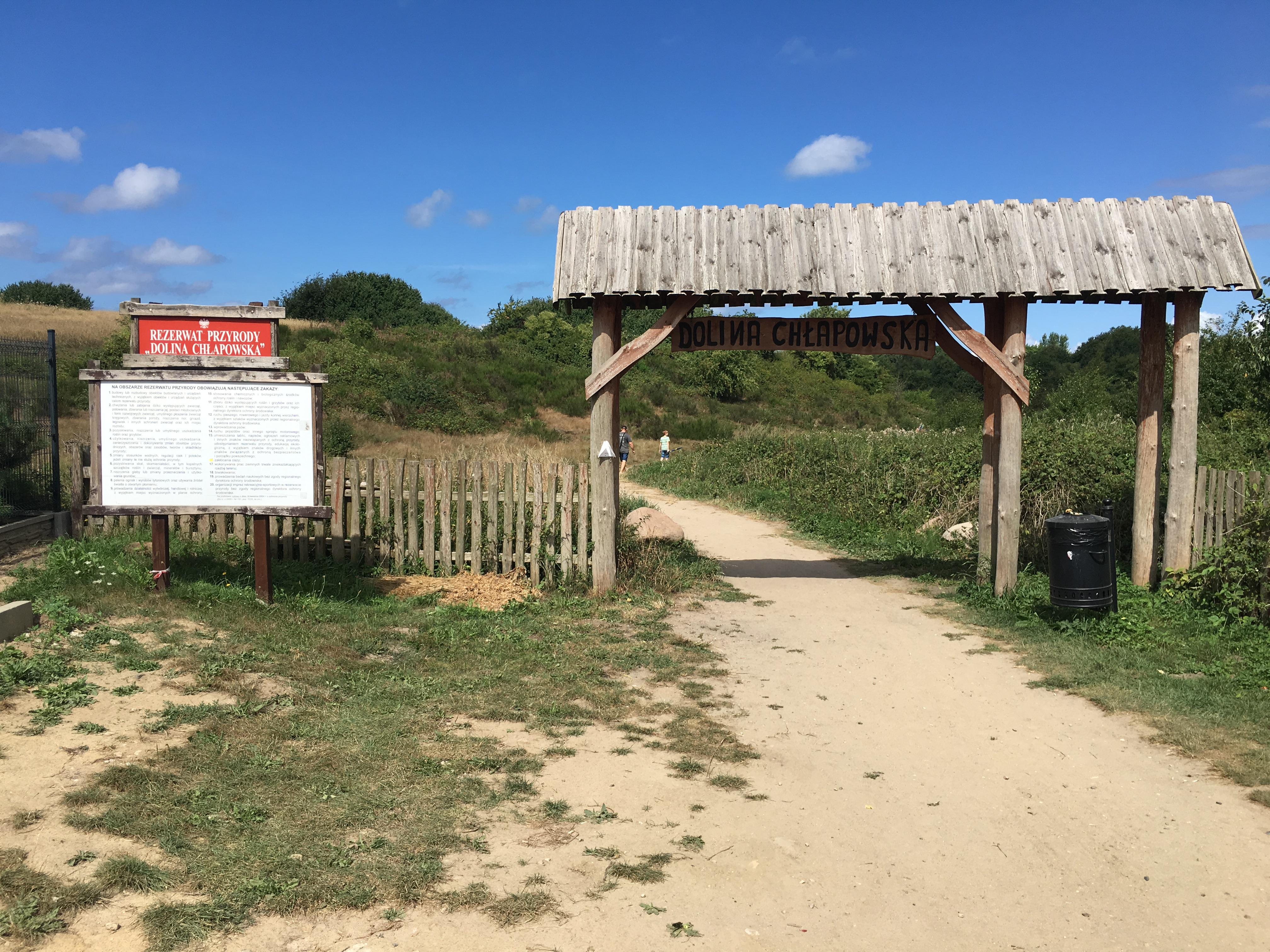
Dolina Chłapowska – wejście
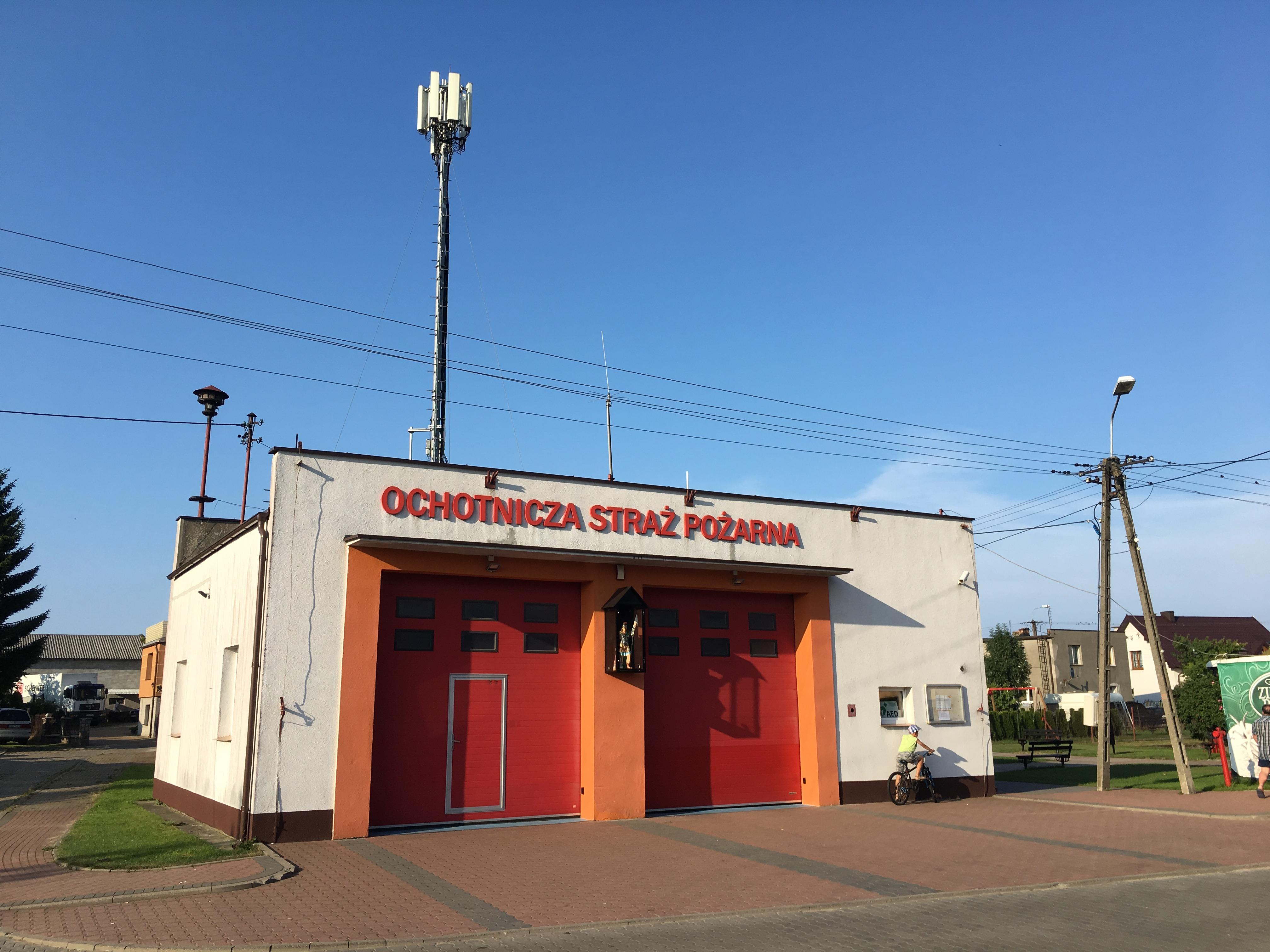
Remiza OSP w Chłapowie